# Mutua Madrid Open 2015
Mutua Madrid Open 2015 — професійний тенісний турнір, що проходив на відкритих кортах з грунтовим покриттям Park Manzanares у Мадриді (Іспанія). Це був 14-й за ліком чоловічий турнір і 7-й - жіночий. Належав до серії Мастерс у рамках Туру ATP 2015 і серії Premier Mandatory в рамках Туру WTA 2015. Тривав з 2 до 10 травня.
Йон Ціріак, колишній румунський тенісист ATP а тепер мільярдер, був власником турніру.

## Очки і призові

### Нарахування очок
| Дисципліна                 | П    | Ф   | ПФ  | ЧФ  | 1/8 | 1/16 | 1/32 | Q   | Q2  | Q1  |
| Чоловіки, одиночний розряд | 1000 | 600 | 360 | 180 | 90  | 45   | 10   | 25  | 16  | 0   |
| Чоловіки, парний розряд    | 1000 | 600 | 360 | 180 | 90  | 0    | Н/Д  | Н/Д | Н/Д | Н/Д |
| Жінки, одиночний розряд    | 1000 | 650 | 390 | 215 | 120 | 65   | 10   | 30  | 20  | 2   |
| Жінки, парний розряд       | 1000 | 650 | 390 | 215 | 120 | 10   | Н/Д  | Н/Д | Н/Д | Н/Д |

### Призові гроші
| Дисципліна                 | П        | F        | ПФ       | ЧФ       | 1/8     | 1/16    | 1/32    | Q2     | Q1     |
| Чоловіки, одиночний розряд | €799,450 | €392,000 | €197,280 | €100,315 | €52,090 | €27,460 | €14,830 | €3,420 | €1,740 |
| Жінки, одиночний розряд    | €799,450 | €392,000 | €197,280 | €100,315 | €52,090 | €27,460 | €14,830 | €3,420 | €1,740 |
| Чоловіки, парний розряд    | €247,560 | €121,200 | €60,800  | €31,200  | €16,130 | €8,510  | Н/Д     | Н/Д    | Н/Д    |
| Жінки, парний розряд       | €247,560 | €121,200 | €60,800  | €31,200  | €16,130 | €8,510  | Н/Д     | Н/Д    | Н/Д    |

## Учасники основної сітки в рамках чоловічого турніру

### Сіяні учасники
| Країна          | Гравець               | Рейтинг1 | Сіяний |
| --------------- | --------------------- | -------- | ------ |
| Швейцарія       | Роджер Федерер        | 2        | 1      |
| Велика Британія | Енді Маррей           | 3        | 2      |
| Іспанія         | Рафаель Надаль        | 4        | 3      |
| Японія          | Кей Нісікорі          | 5        | 4      |
| Канада          | Мілош Раоніч          | 6        | 5      |
| Чехія           | Томаш Бердих          | 7        | 6      |
| Іспанія         | Давид Феррер          | 8        | 7      |
| Швейцарія       | Стен Вавринка         | 9        | 8      |
| Хорватія        | Марин Чилич           | 10       | 9      |
| Болгарія        | Григор Димитров       | 11       | 10     |
| Іспанія         | Фелісіано Лопес       | 12       | 11     |
| Франція         | Жо-Вілфрід Тсонга     | 14       | 12     |
| Франція         | Гаель Монфіс          | 15       | 13     |
| Іспанія         | Роберто Баутіста Аґут | 16       | 14     |
| ПАР             | Кевін Андерсон        | 17       | 15     |
| США             | Джон Ізнер            | 18       | 16     |

- Рейтинг подано станом на 27 квітня 2015.

### Інші учасники
Нижче наведено учасників, які отримали вайлд-кард на участь в основній сітці:
- Ніколас Альмагро
- Пабло Андухар
- Маріус Копіл
- Марсель Гранольєрс

Нижче наведено гравців, які пробились в основну сітку через стадію кваліфікації:
- Томас Беллуччі
- Алехандро Фалья
- Даніель Хімено-Травер
- Алехандро Гонсалес
- Танасі Коккінакіс
- Альберт Рамос-Віньйолас
- Лука Ванні

Як щасливий лузер в основну сітку потрапили такі гравці:
- Жуан Соуза

### Відмовились від участі
До початку турніру
- Жульєн Беннето → його замінив  Сімоне Болеллі
- Новак Джокович → його замінив  Їржі Веселий
- Томмі Робредо → його замінив  Жуан Соуза
- Андреас Сеппі → його замінив  Хуан Монако
- Жиль Сімон → його замінив  Єжи Янович

### Знялись
- Мартін Кліжан
- Дональд Янг

## Учасники основної сітки в парному розряді

### Сіяні пари
| Країна     | Гравець            | Країна   | Гравець            | Рейтинг1 | Сіяний |
| ---------- | ------------------ | -------- | ------------------ | -------- | ------ |
| США        | Боб Браян          | США      | Майк Браян         | 2        | 1      |
| Хорватія   | Іван Додіг         | Бразилія | Марсело Мело       | 9        | 2      |
| Канада     | Вашек Поспішил     | США      | Джек Сок           | 13       | 3      |
| Нідерланди | Жан-Жульєн Роєр    | Румунія  | Горія Текеу        | 22       | 4      |
| Польща     | Марцін Матковський | Сербія   | Ненад Зімоньїч     | 26       | 5      |
| Іспанія    | Марсель Гранольєрс | Іспанія  | Марк Лопес         | 27       | 6      |
| Канада     | Деніел Нестор      | Індія    | Леандер Паес       | 30       | 7      |
| Франція    | Ніколя Маю         | Франція  | Едуар Роже-Васслен | 32       | 4      |

- Рейтинг подано станом на 27 квітня 2015.

### Інші учасники
Нижче наведено пари, які отримали вайлдкард на участь в основній сітці:
- Магеш Бгупаті /  Нік Киріос
- Фелісіано Лопес /  Макс Мирний

Наведені нижче пари отримали місце як заміна:
- Стів Джонсон /  Сем Кверрі

### Відмовились від участі
До початку турніру
- Джон Ізнер (травма спини)

### Знялись
- Вашек Поспішил (травма гомілковостопного суглобу)

## Учасниці основної сітки в рамках жіночого турніру

### Сіяні пари
| Країна    | Гравчиня             | Рейтинг1 | Сіяна |
| --------- | -------------------- | -------- | ----- |
| США       | Серена Вільямс       | 1        | 1     |
| Румунія   | Сімона Халеп         | 2        | 2     |
| Росія     | Марія Шарапова       | 3        | 3     |
| Чехія     | Петра Квітова        | 4        | 4     |
| Данія     | Каролін Возняцкі     | 5        | 5     |
| Канада    | Ежені Бушар          | 6        | 6     |
| Сербія    | Ана Іванович         | 7        | 7     |
| Росія     | Катерина Макарова    | 8        | 8     |
| Польща    | Агнешка Радванська   | 9        | 9     |
| Іспанія   | Карла Суарес Наварро | 10       | 10    |
| Німеччина | Андреа Петкович      | 11       | 11    |
| Німеччина | Анджелік Кербер      | 12       | 12    |
| Чехія     | Луціє Шафарова       | 13       | 13    |
| Чехія     | Кароліна Плішкова    | 14       | 14    |
| Італія    | Сара Еррані          | 15       | 15    |
| США       | Вінус Вільямс        | 16       | 16    |

- Рейтинг подано станом на 27 квітня 2015.

### Інші учасниці
Нижче наведено учасниць, які отримали вайлд-кард на участь в основній сітці:
- Лара Арруабаррена
- Александра Дулгеру
- Франческа Ск'явоне
- Сільвія Солер Еспіноза
- Марія Тереса Торро Флор

Учасниця, що потрапила в основну сітку завдяки захищеному рентингові:
- Бетані Маттек-Сендс

Нижче наведено гравчинь, які пробились в основну сітку через стадію кваліфікації:
- Паула Бадоса Хіберт
- Маріана дуке-Маріньйо
- Марина Еракович
- Юлія Гергес
- Ольга Говорцова
- Міряна Лучич-Бароні
- Крістіна Макгейл
- Андрея Міту

### Відмовились від участі
До початку турніру
- Єлена Янкович → її замінила  Бетані Маттек-Сендс
- Юганна Ларссон → її замінила  Айла Томлянович
- Магдалена Рибарикова → її замінила  Курумі Нара

Під час турніру
- Андреа Петкович (хворобу шлунково-кишкового тракту)

### Знялись
- Паула Бадоса Хіберт (травма лівої ноги)
- Александра Дулгеру (судоми)

## Учасниці основної сітки в парному розряді

### Сіяні пари
| Країна            | Гравчиня            | Країна   | Гравчиня             | Рейтинг1 | Сіяна |
| ----------------- | ------------------- | -------- | -------------------- | -------- | ----- |
| Швейцарія         | Мартіна Хінгіс      | Індія    | Саня Мірза           | 5        | 1     |
| Росія             | Катерина Макарова   | Росія    | Олена Весніна        | 14       | 2     |
| Іспанія           | Гарбінє Мугуруса    | Іспанія  | Карла Суарес Наварро | 22       | 3     |
| Китайський Тайбей | Сє Шувей            | Італія   | Флавія Пеннетта      | 25       | 4     |
| США               | Ракель Копс-Джонс   | США      | Абігейл Спірс        | 28       | 5     |
| Франція           | Каролін Гарсія      | Словенія | Катарина Среботнік   | 38       | 6     |
| США               | Бетані Маттек-Сендс | Чехія    | Луціє Шафарова       | 41       | 7     |
| Чехія             | Андреа Главачкова   | Чехія    | Луціє Градецька      | 44       | 8     |

- Рейтинг подано станом на 27 квітня 2015.

### Інші учасниці
Нижче наведено пари, які отримали вайлдкард на участь в основній сітці:
- Паула Бадоса Хіберт /  Сара Соррібес Тормо
- Алізе Корне /  Гезер Вотсон
- Віра Душевіна /  Марія Хосе Мартінес Санчес
- Медісон Кіз /  Ліза Реймонд

Наведені нижче пари отримали місце як заміна:
- Лара Арруабаррена /  Ірина-Камелія Бегу

### Відмовились від участі
До початку турніру
- Паула Бадоса Хіберт (травма лівої ноги)

## Переможці та фіналісти

### Чоловіки. Одиночний розряд
- Енді Маррей —  Рафаель Надаль, 6–3, 6–2

### Одиночний розряд. Жінки
- Петра Квітова —  Світлана Кузнецова, 6–1, 6–2

### Парний розряд. Чоловіки
- Роган Бопанна /  Флорін Мерджа —  Марцін Матковський /  Ненад Зімоньїч, 6–2, 6–7(5–7), [11–9]

### Парний розряд. Жінки
- Кейсі Деллаква /  Ярослава Шведова —  Гарбінє Мугуруса /  Карла Суарес Наварро, 6–3, 6–7(4–7), [10–5]